# Єлліваре (комуна)
Комуна Єлліваре (швед. Gällivare kommun) — адміністративно-територіальна одиниця місцевого самоврядування, що розташована в північній Швеції у лені Норрботтен за полярним колом. З північного заходу проходить норвезько-шведський кордон. Адміністративний центр комуни — місто Єлліваре.
Єлліваре 3-я за величиною території комуна Швеції. На відстані 7 км від поселення Єлліваре розташований Єлліварський аеропорт, найближчий до національних парків Сарек та Падьєланта, завдяки чому він дуже популярний серед туристів.
Єлліваре один із центрів релігійного руху першонародженого лестадіанізму. В межах муніципалітету проживає чимало саамів та фінів.
Єлліваре 3-я за величиною території комуна Швеції. 

## Населення
Населення становить 18 281 осіб (станом на вересень 2012 року). 
| Кількість населення комуни Сундсвалль за 1970-2010 роки | Кількість населення комуни Сундсвалль за 1970-2010 роки | Кількість населення комуни Сундсвалль за 1970-2010 роки | Кількість населення комуни Сундсвалль за 1970-2010 роки | Кількість населення комуни Сундсвалль за 1970-2010 роки |
| ------------------------------------------------------- | ------------------------------------------------------- | ------------------------------------------------------- | ------------------------------------------------------- | ------------------------------------------------------- |
| Рік                                                     |                                                         |                                                         | Населення                                               |                                                         |
| 1970                                                    | 1970                                                    |                                                         | 25 413                                                  | 25 413                                                  |
| 1975                                                    | 1975                                                    |                                                         | 25 406                                                  | 25 406                                                  |
| 1980                                                    | 1980                                                    |                                                         | 24 711                                                  | 24 711                                                  |
| 1985                                                    | 1985                                                    |                                                         | 23 532                                                  | 23 532                                                  |
| 1990                                                    | 1990                                                    |                                                         | 22 421                                                  | 22 421                                                  |
| 1995                                                    | 1995                                                    |                                                         | 22 050                                                  | 22 050                                                  |
| 2000                                                    | 2000                                                    |                                                         | 20 037                                                  | 20 037                                                  |
| 2005                                                    | 2005                                                    |                                                         | 19 077                                                  | 19 077                                                  |
| 2010                                                    | 2010                                                    |                                                         | 18 425                                                  | 18 425                                                  |
| Джерело: SCB                                            |                                                         |                                                         |                                                         |                                                         |

## Поселення
Комуні підпорядковано шість міських поселень (tätort) та низка сільських, більші з них:
| # | Поселення     |                 | Населення |
| - | ------------- | --------------- | --------- |
| 1 | Єлліваре      | (Gällivare)     | 8480      |
| 2 | Мальмбергет   | (Malmberget)    | 6017      |
| 3 | Коскуллскулле | (Koskullskulle) | 899       |
| 4 | Гаккас        | (Hakkas)        | 383       |
| 5 | Уллатті       | (Ullatti)       | 230       |
| 6 | Чаучас        | (Tjautjas)      | 216       |

Жирним позначено муніципальний центр.

## Міста побратими
Комуна підтримує побратимські контакти з такими муніципалітетами:
- Тюсфйорд, Норвегія
- Кіттіля, Фінляндія
- Кіровськ, Росія
- Барга, Італія

## Галерея

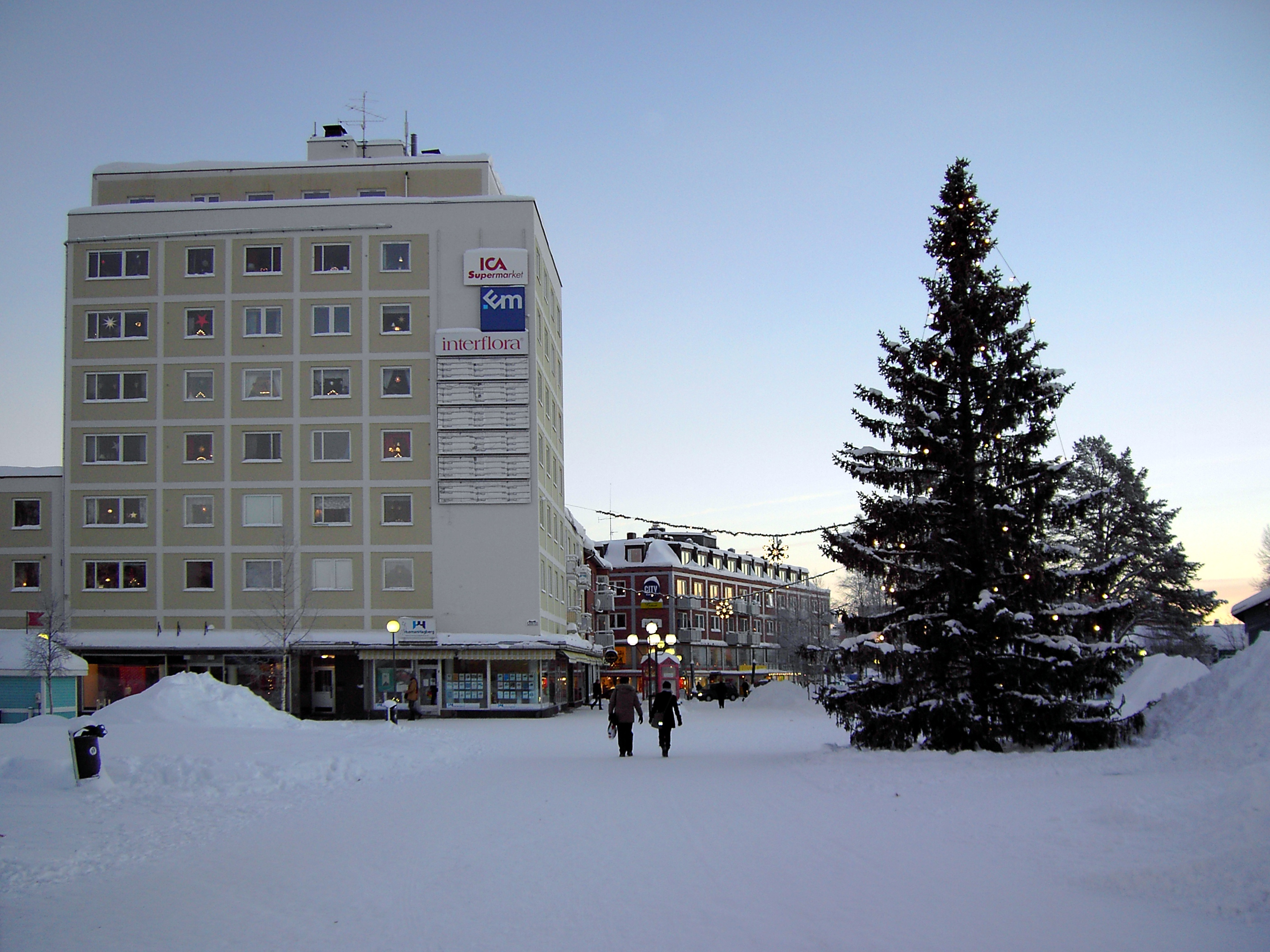
У центрі Єлліваре
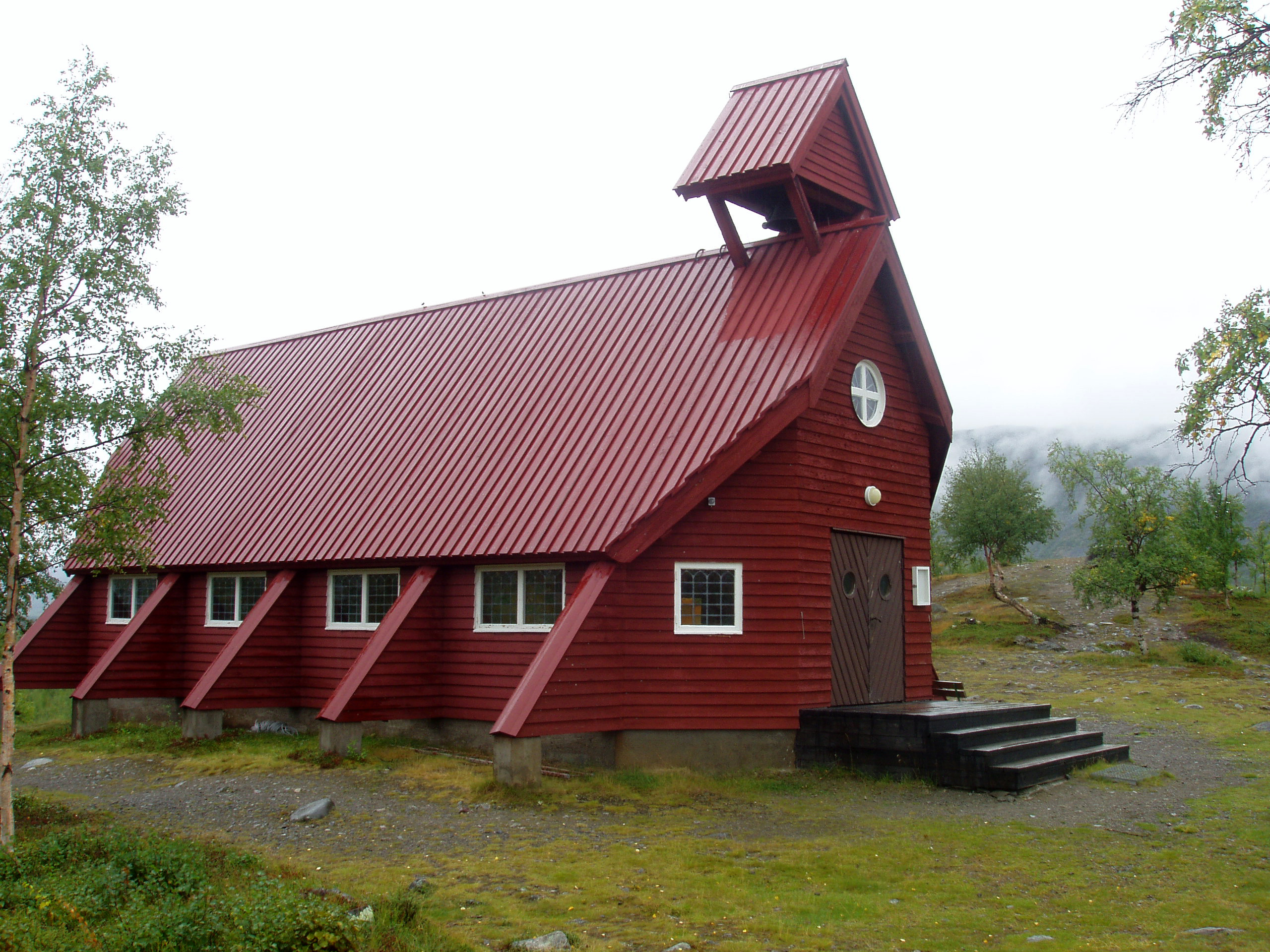
Церква (Ніккалуокта)
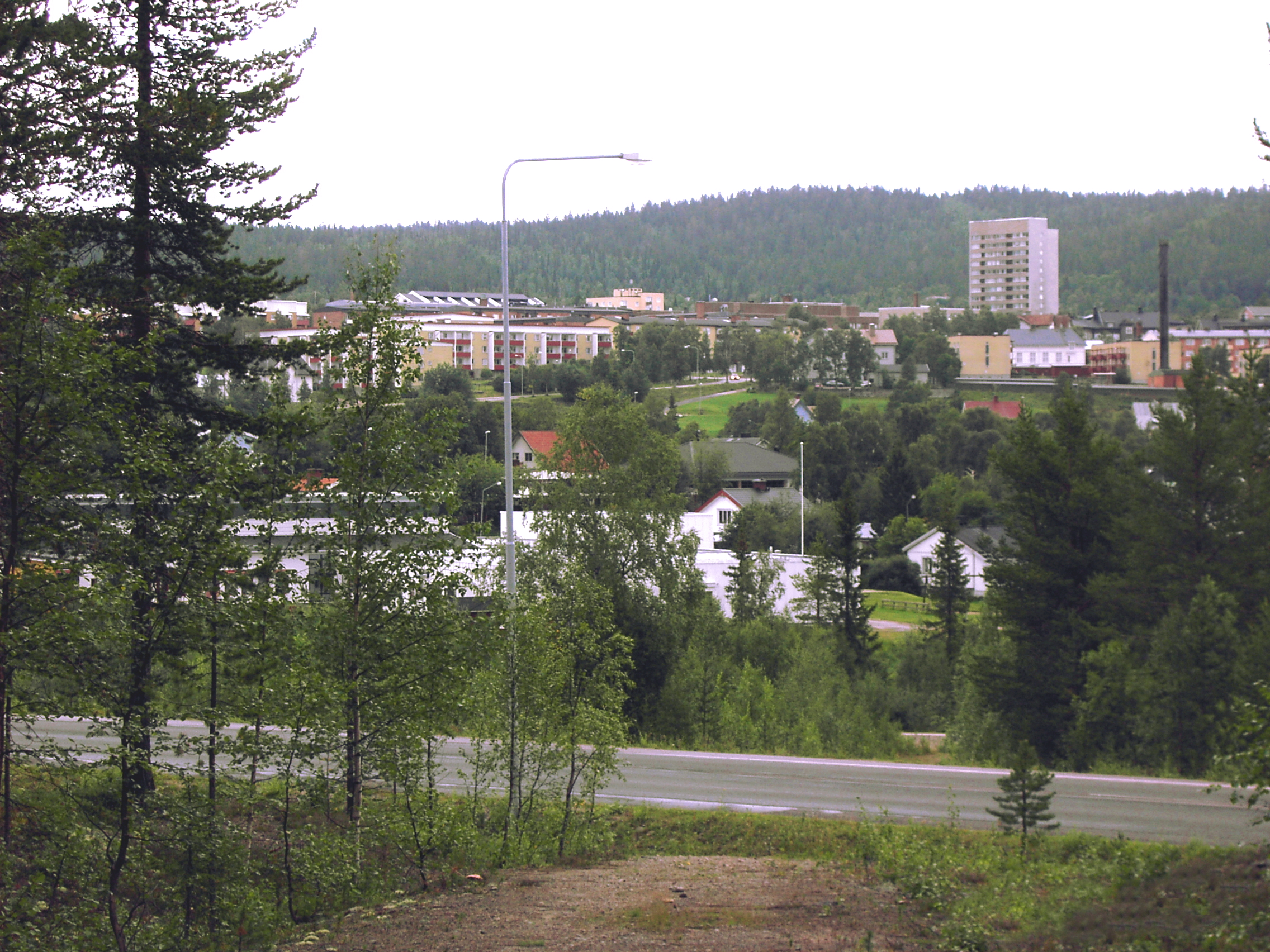
Містечко Мальмбергет
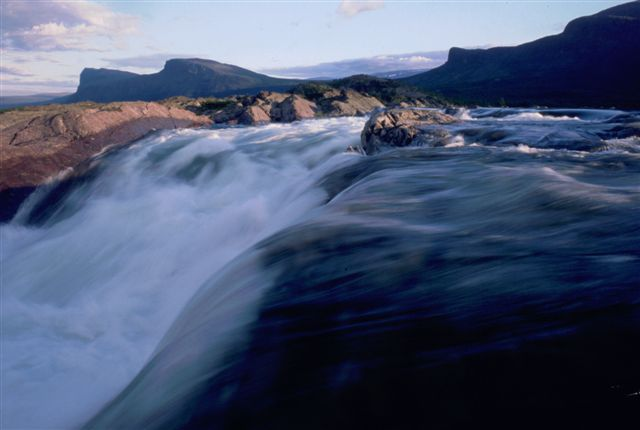
Водоспад Стура Шефаллет